# Monument à Ampère
Le Monument à Ampère est une statue érigée place Ampère dans le 2e arrondissement de Lyon en France. Installée en 1888, elle représente le savant André-Marie Ampère assis. Son sculpteur est Charles Textor, son architecte Joseph Dubuisson et le fondeur est Thiébaut.

## Historique
Ce serait Alexis de Jussieu qui le premier aurait émis l'idée d'une statue d'Ampère à Lyon. Le choix de la localisation se porte sur la place Henry IV (renommée en 1884 place Ampère). La statue doit remplacer une pompe d'un style néoclassique, très abîmée,. En août 1880 un concours est lancé, en 1881 le projet de Charles Textor fait partie des deux finalistes et en 1883 il est déclaré vainqueur. L'architecte est Joseph Dubuisson ; en août 1888 le fondeur Thiébaut procède au coulage. La statue est inaugurée le 8 octobre 1888 par le Président Sadi Carnot, lors d'un de ses voyages à Lyon, lors d'un de ses voyages à Lyon .
Le 8 mars 1944, la statue est déboulonnée pour être fondue dans le cadre de la mobilisation des métaux non ferreux. Elle n'est pas expédiée et est cachée dans un hangar. Elle est replacée sur son piédestal en 1945. Grâce à un mécénat privé de Brandt, en 1997 elle est nettoyée, rénovée et le traitement du conduit d'eau permet de rendre l'eau potable.
Dans le Musée Ampère, situé à Poleymieux-au-Mont-d’Or, dans la Métropole de Lyon, sont exposées deux maquettes à échelle réduite, toutes deux réalisées dans le cadre du concours, dont l’une par Charles Textor.

## Description
La statue d'Ampère est réalisée en bronze et placée sur un piédestal carré. Elle le représente en costume bourgeois, dans une position assise qui est rare parmi les statues de Lyon, pensif comme certains portraits du xviiie siècle et tenant une plume à la main droite et une tablette dans la main gauche. Elle symbolise l'art et la science.

### Fontaines et sphinges
Le monument est orné de deux sphinges crachant de l'eau qui ont ici un rôle de protection de la statue. Elles sont réalisées par le sculpteur Charles-Eugène Breton et fondues par Gruet. Les signatures des artistes sont visibles sur les sphinges elles-mêmes : « C. Breton - Gruet, fondeur, Paris. ».

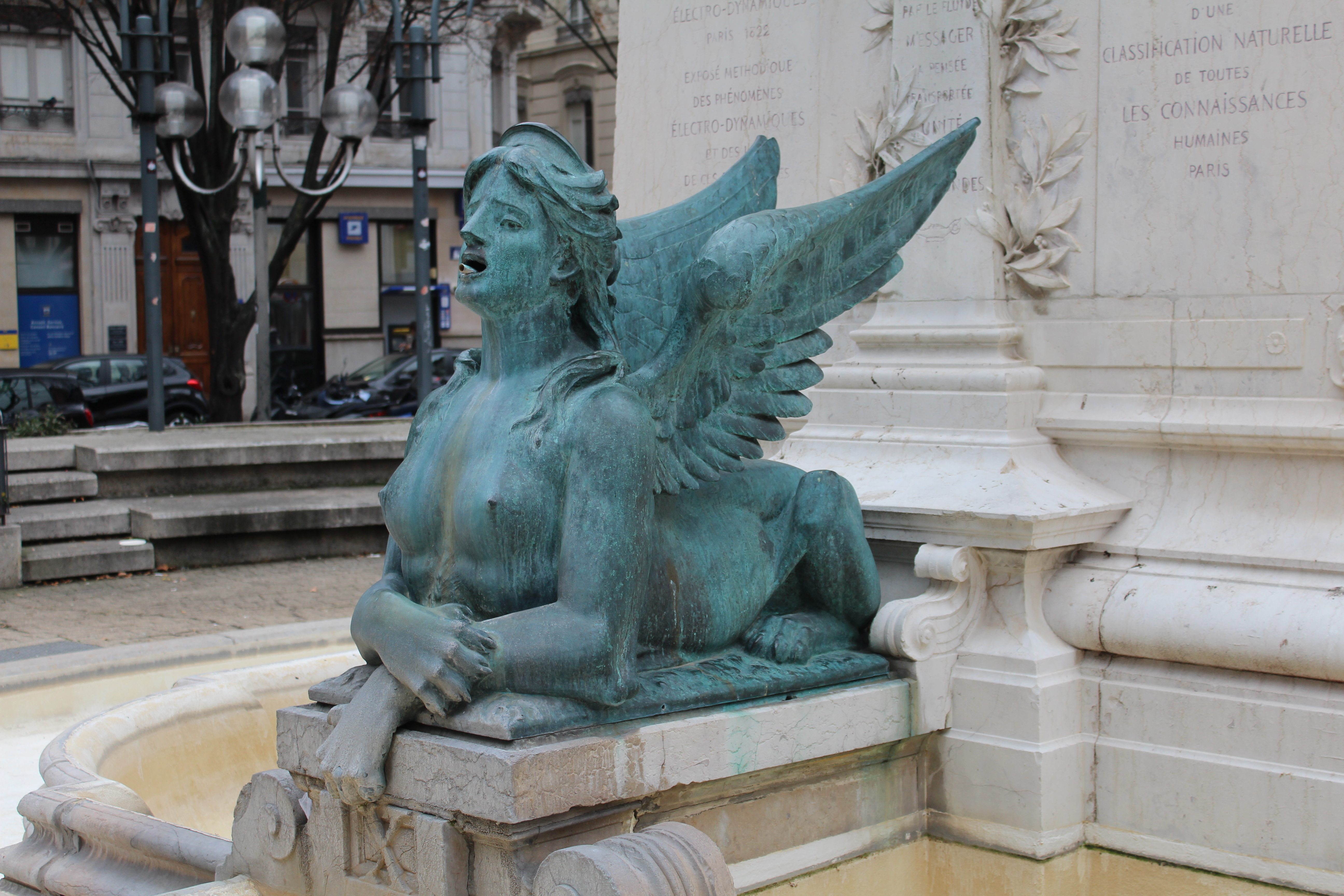
Vue d'une sphinge.
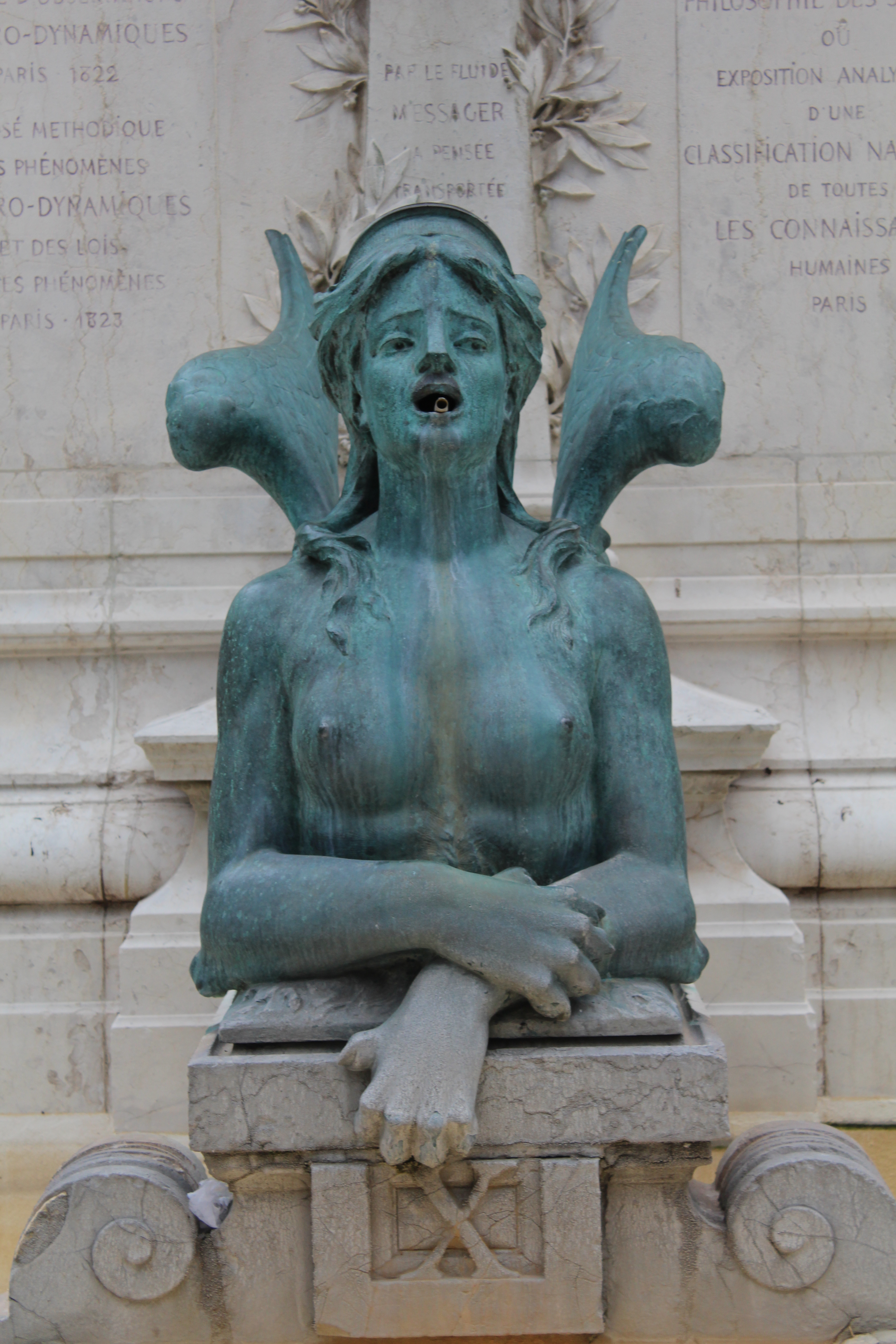
Sphinge de face.

### Inscriptions
Les inscriptions suivantes sont visibles sur le piédestal :

« A André-Marie Ampère
MDCCCLXXXVI
Né à Lyon le XX janvier MDCCLXXV
Professeur de Physique et de Chimie, d'analyse et de mécanique.
A l'Ecole centrale de l'Ain
Au Lycée de Lyon
A l'Ecole Polytechnique
Au Collège de France
Inspecteur général de l'Université
Membre de l'Académie des Sciences
Mort à Marseille en tournée d'inspecteur général de l'instruction publique
Le X juin MDCCCXXXVI
Considérations sur la théorie mathématique du jeu - Lyon - 1802
Découverte de l'électromagnétisme 1820
Recueil d'observations électro-dynamiques Paris 1822
Exposé méthodique des phénomènes et des lois de ces phénomènes Paris 1823
Théorie des phénomènes électro-dynamiques uniquement déduite de l'expérience Paris 1826
Essai sur la philosophie des sciences ou exposition analytique d'une exposition naturelle de toutes les connaissances humaines Paris. »

Au centre du piédestal, on peut également lire :

« Par le fluide messager la pensée transportée unit les cités et les mondes. »

## Galerie

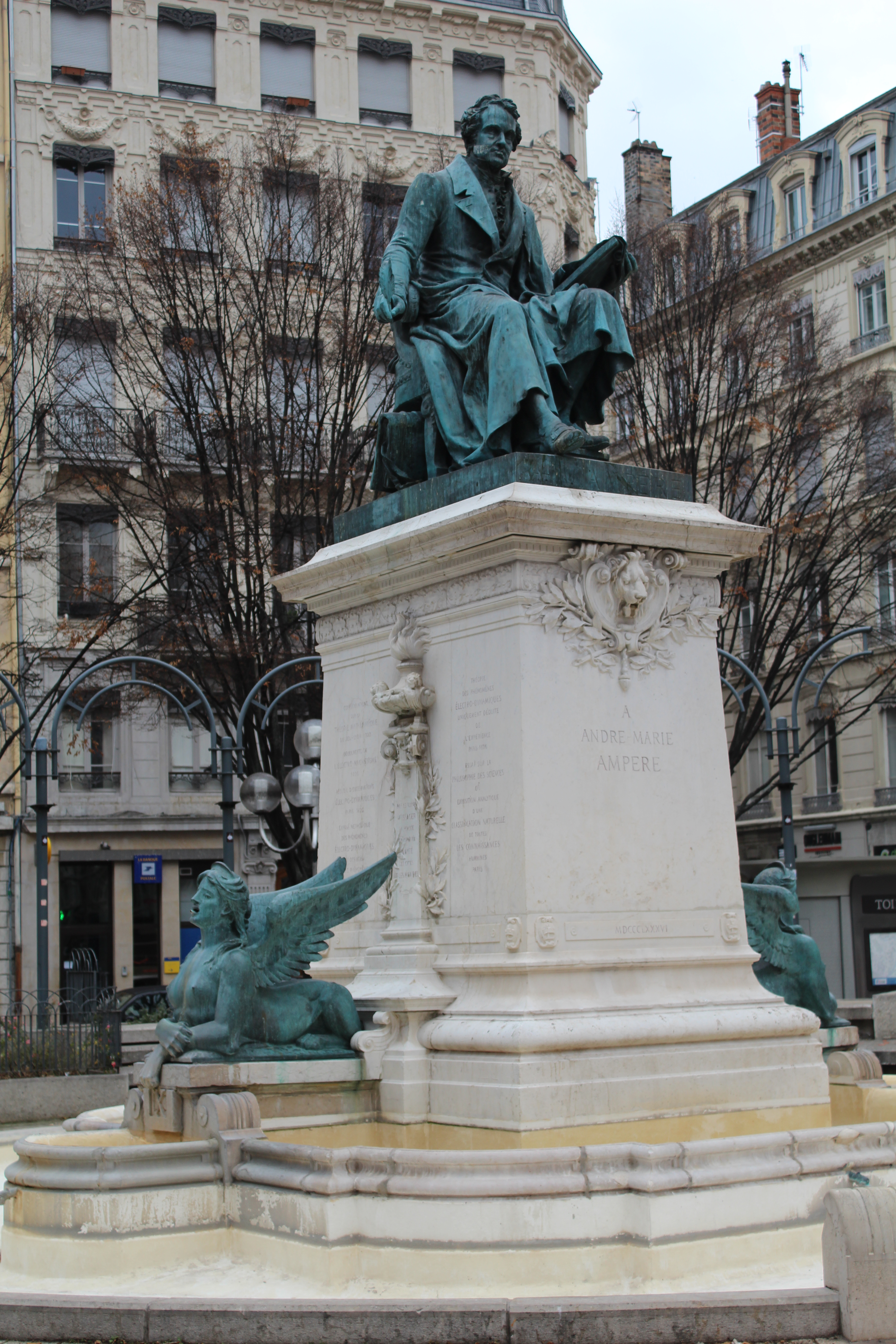
Vue de la statue.
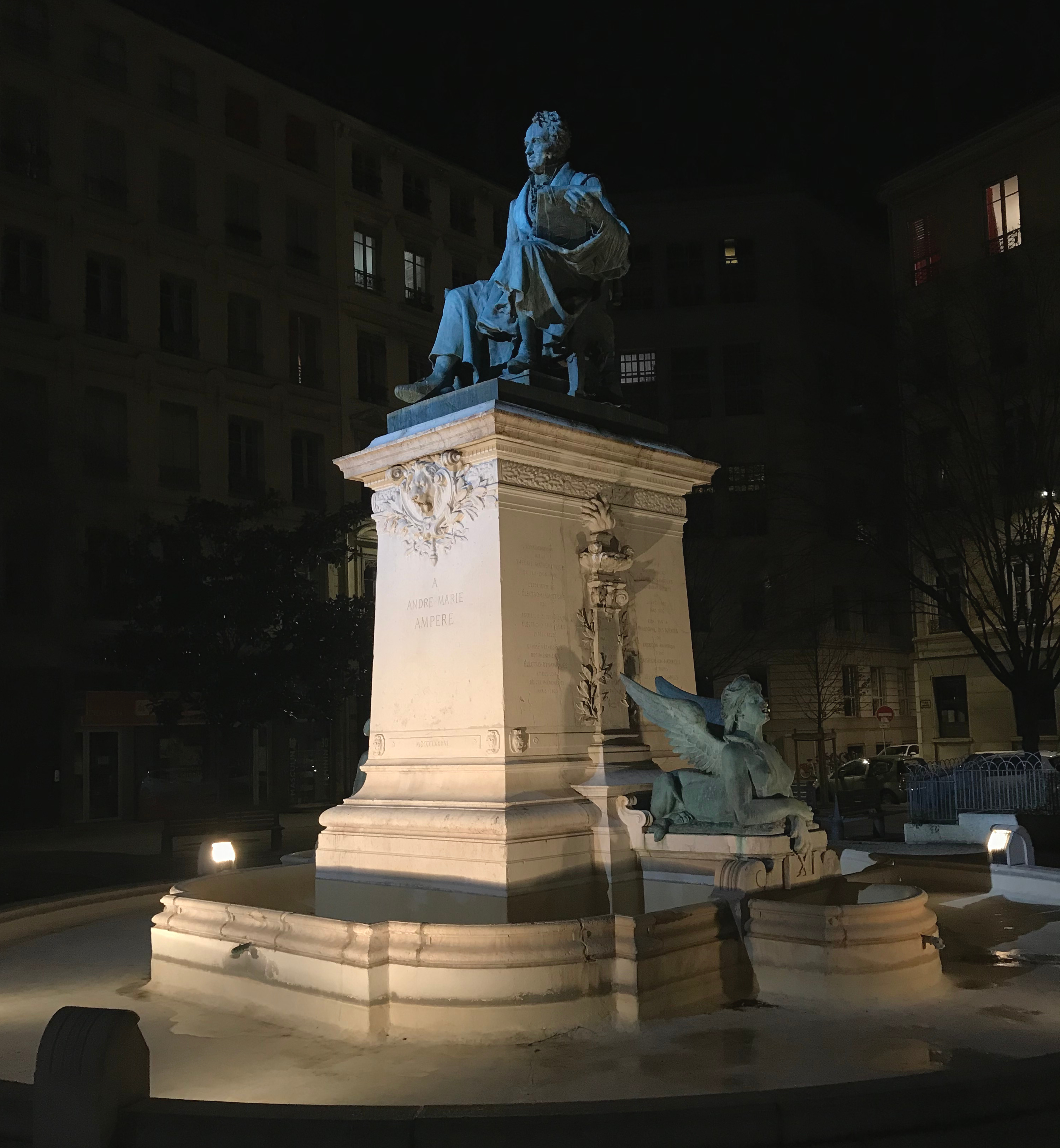
La statue de nuit.
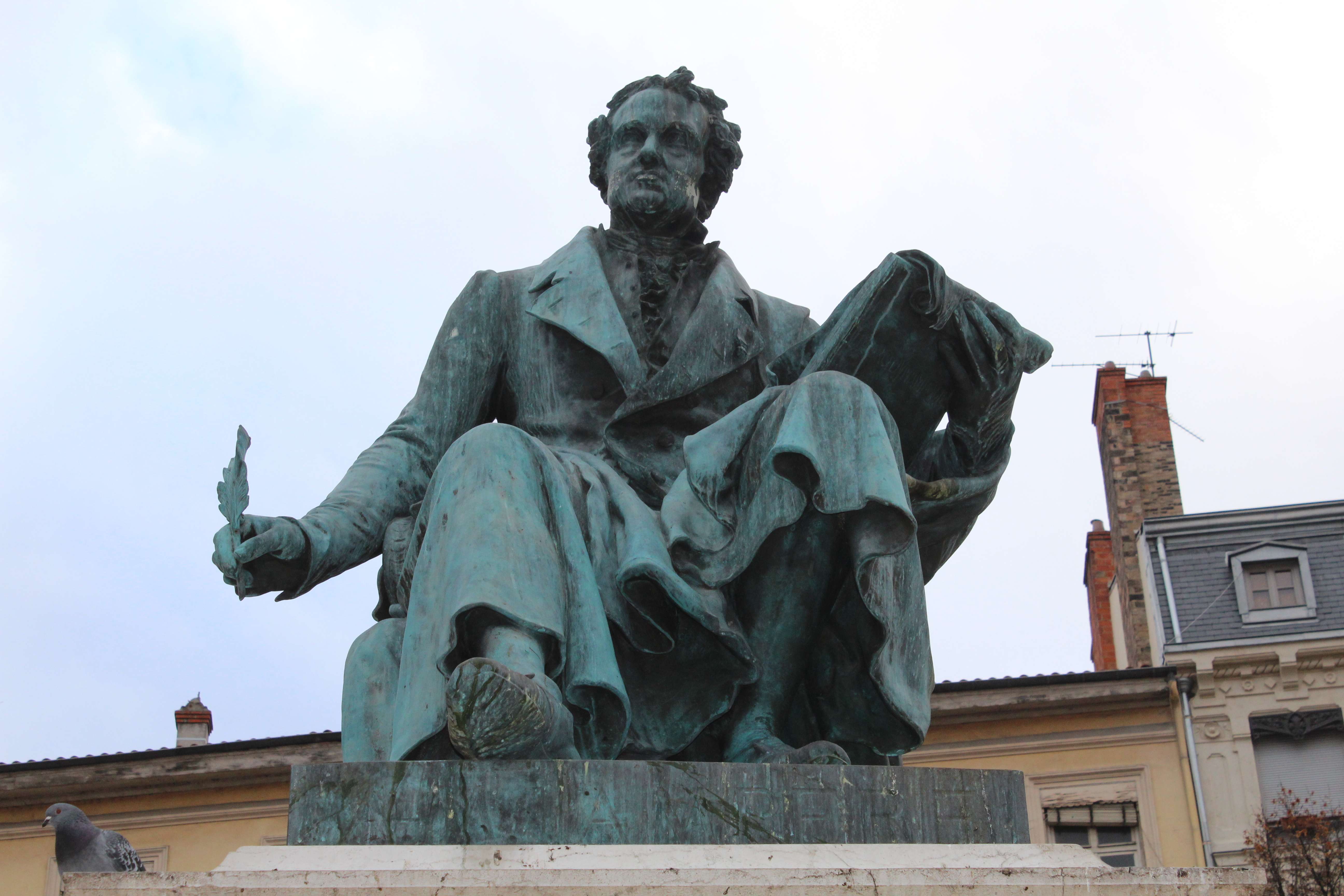
Gros plan.
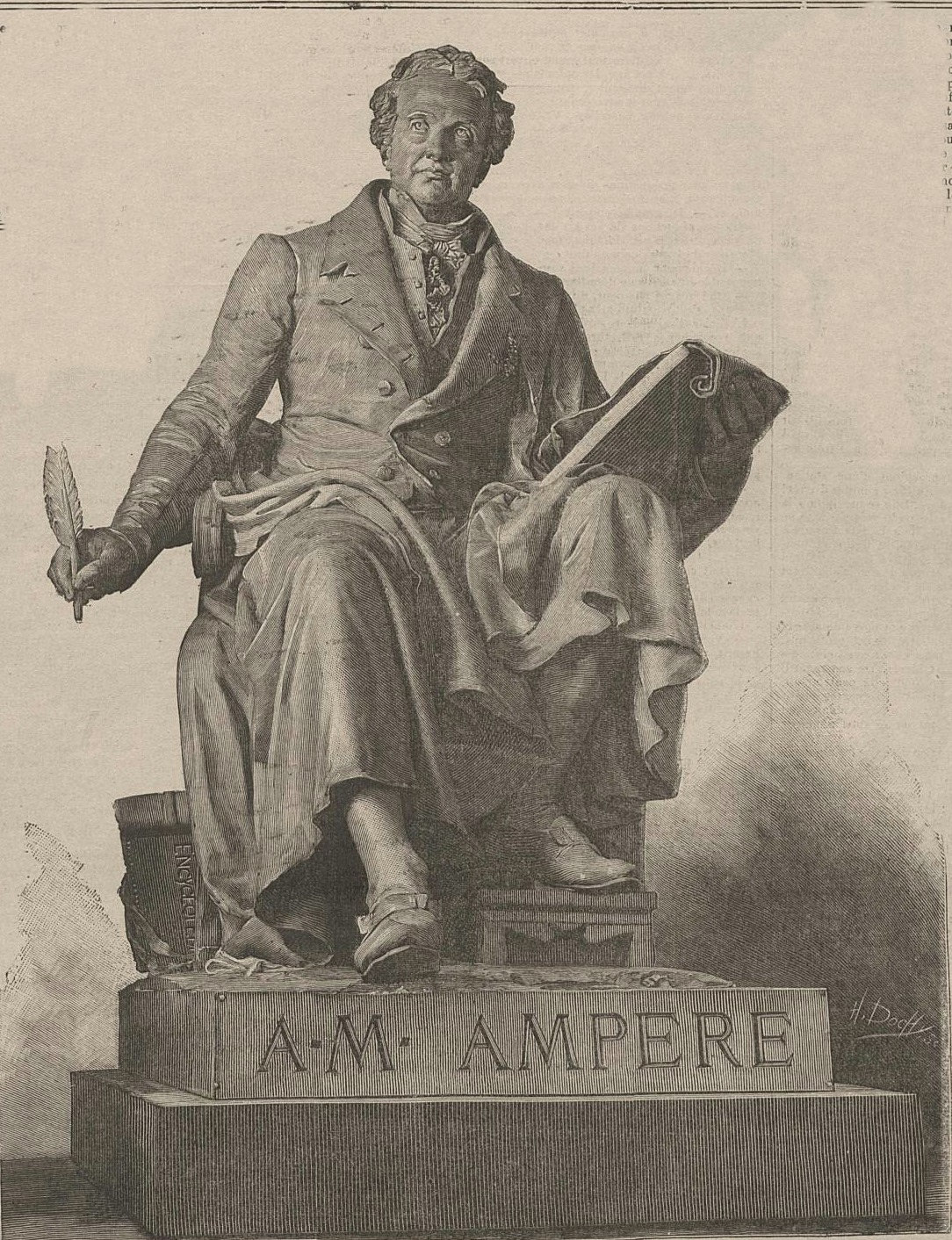
Dessinée par H. Dochy en 1891
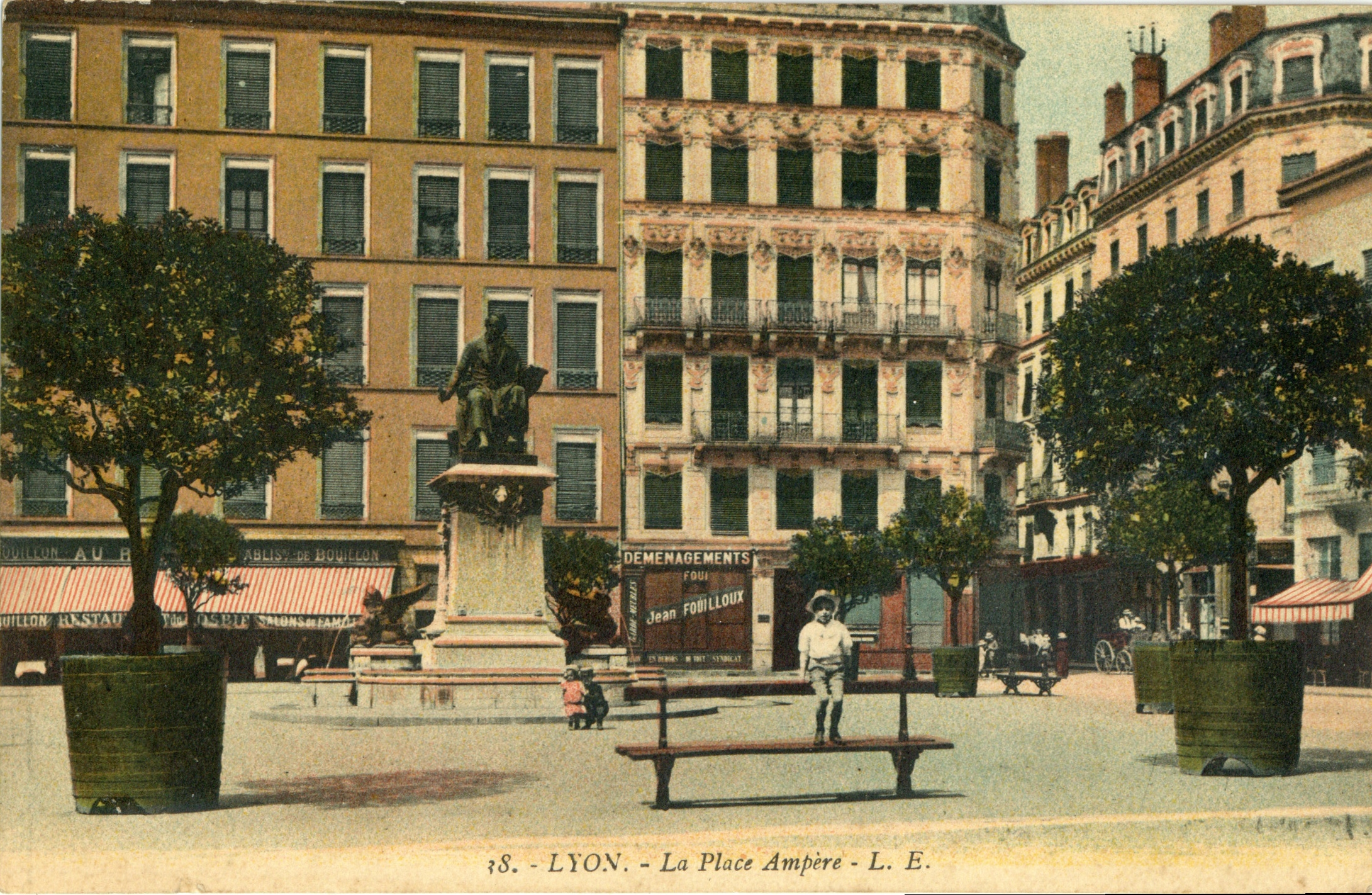
Carte postale du début du xxe siècle